# سنترال فولز
سنترال فولز (رود آيلاند) (بالإنجليزية: Central Falls, Rhode Island)‏ هي مدينة تقع في الولايات المتحدة في مقاطعة بروفيدانس. يقدر عدد سكانها بـ 19,376 نسمة ومساحتها 3.34 كم2 وترتفع عن سطح البحر 27 متر.

## التركيبة السكانية
حدّد مكتب تعداد الولايات المتحدة بيانات التركيبة السكانية لسنترال فولز في تعداد الولايات المتحدة. في ما يلي، التركيبة السكانية حسب تعدادي 2000 و2010.

### تعداد عام 2000
بلغ عدد سكان سنترال فولز 18,928 نسمة بحسب تعداد عام 2000، وبلغ عدد الأسر 6,696 أسرة وعدد العائلات 4,356 عائلة مقيمة في المدينة. في حين سجلت الكثافة السكانية 5,735.8 نسمة لكل كيلومتر مربع (14,855.7/ميل2). وبلغ عدد الوحدات السكنية 7,270 وحدة بمتوسط كثافة قدره 2,203 لكل كيلومتر مربع (5,705.7/ميل2).
وتوزع التركيب العرقي للمدينة بنسبة 57.16% من البيض و5.82% من الأمريكيين الأفارقة و0.57% من الأمريكيين الأصليين و0.68% من الأمريكيين ذوي الأصول الآسيوية و0.04% من سكان جزر المحيط الهادئ و28.35% من الأعراق الأخرى و7.38% من عرقين مختلطين أو أكثر و47.77% من الهسبانيون أو اللاتينيون من أي عرق.
بلغ عدد الأسر 6,696 أسرة كانت نسبة 42.4% منها لديها أطفال تحت سن الثامنة عشر تعيش معهم، وبلغت نسبة الأزواج القاطنين مع بعضهم البعض 36.4% من أصل المجموع الكلي للأسر، ونسبة 21.6% من الأسر كان لديها معيلات من الإناث دون وجود شريك، بينما كانت نسبة 7.1% من الأسر لديها معيلون من الذكور دون وجود شريكة وكانت نسبة 34.9% من غير العائلات. تألفت نسبة 29.3% من أصل جميع الأسر من عدة أفراد يعيشون في نفس المنزل ونسبة 12.7% كانت تتألف من شخص يعيش بمفرده يبلغ من العمر 65 عاماً أو أكثر. وبلغ متوسط حجم الأسرة المعيشية 2.74، أما متوسط حجم العائلات فبلغ 3.38.
بلغ العمر الوسطي للسكان 30.2 عاماً. وكانت نسبة 29.2% من القاطنين تحت سن الثامنة عشر، وكانت نسبة 11.6% بين الثامنة عشر والرابعة والعشرين عاماً، ونسبة 30.4% كانت واقعةً في الفئة العمرية ما بين الخامسة والعشرين والرابعة والأربعين عاماً، ونسبة 15.5% كانت ما بين الخامسة والأربعين والرابعة والستين، ونسبة 10.2% كانت ضمن فئة الخامسة والستين عاماً فما فوق. يوجد لكل 100 أنثى 96.5 ذكر، ويوجد لكل 100 أنثى في الثامنة عشر من عمرها فما فوق 90.5 ذكر.
بلغ متوسط دخل الأسرة في المدينة 22,628 دولارًا، أما متوسط دخل العائلة فبلغ 26,844 دولارًا. وكان متوسط دخل الذكور 23,854 دولارًا مقابل 18,544 دولارًا للإناث. وسجل دخل الفرد الخاص بالمدينة 10,825 دولارًا. وكانت نسبة 25.9% من العائلات ونسبة 29% من السكان تحت خط الفقر، وكان من هؤلاء نسبة 40.9% تحت سن الثامنة عشر ونسبة 29.3% في الخامسة والستين من العمر وما فوق.

### تعداد عام 2010
بلغ عدد سكان سنترال فولز 19,376 نسمة بحسب تعداد عام 2010، وبلغ عدد الأسر 6,526 أسرة وعدد العائلات 4,358 عائلة مقيمة في المدينة. في حين سجلت الكثافة السكانية 5,871.5 نسمة لكل كيلومتر مربع (15,207.1/ميل2). وبلغ عدد الوحدات السكنية 7,478 وحدة بمتوسط كثافة قدره 2,266.1 لكل كيلومتر مربع (5,869.2/ميل2).
وتوزع التركيب العرقي للمدينة بنسبة 52.94% من البيض و10.06% من الأمريكيين الأفارقة و0.94% من الأمريكيين الأصليين و0.62% من الأمريكيين ذوي الأصول الآسيوية و0.09% من سكان جزر المحيط الهادئ و28.72% من الأعراق الأخرى و6.62% من عرقين مختلطين أو أكثر و60.31% من الهسبانيون أو اللاتينيون من أي عرق.
بلغ عدد الأسر 6,526 أسرة كانت نسبة 44.4% منها لديها أطفال تحت سن الثامنة عشر تعيش معهم، وبلغت نسبة الأزواج القاطنين مع بعضهم البعض 32.1% من أصل المجموع الكلي للأسر، ونسبة 25.1% من الأسر كان لديها معيلات من الإناث دون وجود شريك، بينما كانت نسبة 9.6% من الأسر لديها معيلون من الذكور دون وجود شريكة وكانت نسبة 33.2% من غير العائلات. تألفت نسبة 26.7% من أصل جميع الأسر من عدة أفراد يعيشون في نفس المنزل ونسبة 9.6% كانت تتألف من شخص يعيش بمفرده يبلغ من العمر 65 عاماً أو أكثر. وبلغ متوسط حجم الأسرة المعيشية 2.89، أما متوسط حجم العائلات فبلغ 3.46.
بلغ العمر الوسطي للسكان 30.1 عاماً. وكانت نسبة 29.1% من القاطنين تحت سن الثامنة عشر، وكانت نسبة 11.9% بين الثامنة عشر والرابعة والعشرين عاماً، ونسبة 30.9% كانت واقعةً في الفئة العمرية ما بين الخامسة والعشرين والرابعة والأربعين عاماً، ونسبة 19.4% كانت ما بين الخامسة والأربعين والرابعة والستين، ونسبة 8.7% كانت ضمن فئة الخامسة والستين عاماً فما فوق. وتوزع التركيب الجنسي للسكان بنسبة 50.7% ذكور و49.3% إناث.

## أعلام
- تشارلي باسيت
- كاب كرويل
- ماغي بلاك
- ويليام أو. والاس